# Bhaskara II
Bhāskara II (1114-1185), también conocido como Bhaskara Acharia (Bhāskara-Ācārya), fue un matemático y astrónomo indio. Conocido por ser el creador de la fórmula cuadrática o resolvente. De los versos, en su obra principal, Siddhānta Shiromani (सिद्धांतशिरोमणी), se puede inferir que nació en 1114 en Vijjadavida (Vijjalavida) y viviendo en las cadenas montañosas de Sahyadri de Western Ghats, que los eruditos creen que es la ciudad de Patan en Chalisgaon, ubicada en la actual región de Khandesh de Maharashtra. Es el único matemático antiguo que ha sido inmortalizado en un monumento. En un templo en Maharashtra, una inscripción supuestamente creada por su nieto Changadeva, enumera el linaje ancestral de Bhaskaracharya durante varias generaciones antes que él y dos generaciones después de él. Colebrooke, que fue el primer europeo en traducir (1817) los clásicos matemáticos de Bhaskaracharya II, se refiere a la familia como Maharashtrian Brahmin que reside en las orillas del Godavari.
Nacido en una familia hindú de eruditos, matemáticos y astrónomos de Deshastha Brahmin, Bhaskara II fue el líder de un observatorio cósmico en Ujjain, el principal centro matemático de la antigua India. Bhāskara y sus obras representan una contribución significativa al conocimiento matemático y astronómico en el siglo XII. Ha sido llamado el mayor matemático de la India medieval. Su obra principal Siddhānta-Śiromaṇi, (en Sánscrito; "Corona de Tratados") se divide en cuatro partes llamadas Līlāvatī, Bījagaṇita, Grahagaṇita y Golādhyāya, que a veces también se consideran cuatro obras independientes.
 Estas cuatro secciones tratan de la aritmética, el álgebra, las matemáticas de los planetas y las esferas, respectivamente. También escribió otro tratado llamado Karaṇā Kautūhala.

## Nombre sánscrito
- bhāskara, en el sistema AITS (alfabeto internacional para la transliteración del sánscrito).[11]
- भास्कर, en escritura devanagari del sánscrito.[11]
- ಸ್ಕರಾಚಾರ್ಯ en letra canaresa.
- Pronunciación:
  - en sánscrito se pronuncia /bʱäːskəɽə/ (según el AFI) o /baskára/ (según una escritura española simplificada)[11] o
  - en varios idiomas modernos de la India (como el bengalí, el hindi, el marathi o el pali) se pronuncia /bʱɔʃkɐɽ/ (según el AFI) o /bóshkar/ (según una escritura española simplificada).
- Etimología: ‘que hace luz’[11]
  - bhās: luz, rayo de luz, brillo
  - kara: ‘que hace’ (está relacionado con la palabra sánscrita karma).

### Otra versión de su nombre
- bhāskarāchārya, en el sistema AITS (alfabeto internacional para la transliteración del sánscrito).
- भास्कराचार्य, en escritura devanagari del sánscrito
- Etimología: ‘el maestro Bhaskara’[12]

## Biografía
La raíz cuadrada de la mitad del número de abejas en un enjambre
ha volado hasta la planta de jazmín.
Ocho novenos del enjambre atrás quedaron.
Una abeja vuela junto a su compañera que zumba dentro de la flor de loto;
en la noche, atraída por el dulce aroma de la flor, voló a su interior
¡y ahora está atrapada!
Dime, encantadora dama, el número de abejas en el enjambre.
Bhaskara

Nació cerca de Biyada Bida ―hoy en día el Beed, en el estado de Maharashtra (sur de la India)― y se convirtió en jefe del observatorio astronómico de Ujjain, continuando la tradición matemática de Varaja Mijira y Brahmagupta.
Bhaskara representa el pico del conocimiento matemático y astronómico indio en el siglo XII. Alcanzó un conocimiento de cálculo, astronomía, los sistemas de numeración y la resolución de ecuaciones, que no había sido alcanzado en ninguna parte del mundo durante varios siglos. Sus principales trabajos fueron el Līlāvatī (sobre aritmética), Bījagaṇita (cuenta de raíces, o sea álgebra) y Siddhānta Shiromani (la joya cimera de las conclusiones, escrito en 1150), que consta de dos partes: Golādhyāya (capítulo sobre esferas); Grahagaṇita (conteo de los astros).

## Leyendas
Lilavati (‘la que posee diversión’, la atractiva), su libro sobre aritmética, es la fuente de interesantes leyendas que afirman que fue escrito para su hija, Lilavati. En uno de estos relatos ―encontrado en una traducción persa del Lilavati―, Bhaskara II dijo que había estudiado el horóscopo de su hija casamentera Lilavati y predijo que si su primera relación sexual no sucedía en el momento astrológico que él prefijara, su marido pronto moriría. Para impedir esto, una hora antes del momento colocó una taza con un pequeño agujero en la parte inferior de una vasija rellena con agua, colocada de manera que la taza se hundiera a la hora propicia para el sexo. Puso el mecanismo en la habitación nupcial y le avisó a Lilavati de no acercarse. Sin embargo, debido a la curiosidad ―una de las cualidades negativas que los hinduistas atribuyen a las mujeres―, ella fue a mirar el mecanismo y una perla de su aro de la nariz cayó accidentalmente dentro, tapando el orificio y afectando el conteo. La relación sexual tuvo lugar más tarde del tiempo que se había predicho como correcto, y ella se quedó viuda pronto. Se dice que, para consolarla en su dolor ―ya que la mujer hinduista viuda no debe volver a casarse―, Bhaskara le enseñó matemáticas y escribió este libro para ella.

## Matemática

Demostración del teorema de Pitágoras por Bhaskara.

Algunas contribuciones de Bhaskara a las matemáticas son las siguientes:
- Una demostración del teorema de Pitágoras calculando la misma área de dos maneras diferentes y después anulando términos para obtener {\displaystyle a^{2}+b^{2}=c^{2}}..[15]

- En Lilavati, soluciones de ecuaciones indeterminadas de segundo grado, tercer grado y cuarto grado.[16]

- Soluciones de ecuaciones de segundo grado indeterminadas (del tipo ax2 + b = y2).

- Soluciones enteras de ecuaciones indeterminadas lineales y de segundo grado (Kuttaka). Las reglas que da son (en efecto) las mismas que las dadas por los matemáticos europeos del Renacimiento del siglo XVII.

- El primer método general para encontrar las soluciones del problema x2 − ny2 = 1 (la llamada "ecuación de Pell") fue propuesto por Bhaskara II.[17]

- Soluciones de ecuaciones diofánticas de segundo orden, como 61x2 + 1 = y2. Esta misma ecuación fue planteada como un problema en 1657 por el matemático francés Pierre de Fermat, pero su solución fue desconocida en Europa hasta la época de Euler en el siglo XVIII.[18]

- Concepto preliminar de cálculo infinitesimal, junto con notables contribuciones al cálculo integral.[19]

Bhaskara II llegó a la siguiente conclusión con respecto a la división por cero: «Uno dividido cero es igual a infinito» ya que para alcanzar la unidad se ha de recurrir siempre a un divisor fraccional más pequeño, una vez realizada la división el resto se ha de dividir siempre por un divisor más pequeño.[cita requerida]

## Astronomía
Utilizando un modelo astronómico desarrollado por Brahmagupta en el siglo VII, Bhāskara definió con precisión muchas cantidades astronómicas, incluida, por ejemplo, la duración del año sidéreo, el tiempo que tarda la Tierra en orbitar alrededor del Sol, en aproximadamente 365,2588 días, que es lo mismo que en Suryasiddhanta. La medida moderna aceptada es 365,25636 días, una diferencia de 3,5 minutos.
Su texto de astronomía matemática Siddhanta Shiromani está escrito en dos partes: la primera parte sobre astronomía matemática y la segunda parte sobre la esfera.
Los doce capítulos de la primera parte abarcan temas como:
- Longitudes medias de los planetas.
- Longitudes verdaderas de los planetas.
- Los tres problemas de la rotación diurna. (El movimiento diurno es un término astronómico que se refiere al movimiento diario aparente de las estrellas alrededor de la Tierra, o más precisamente alrededor de los dos polos celestes. Es causado por la rotación de la Tierra sobre su eje, por lo que cada estrella aparentemente se mueve en un círculo, que se llama círculo diurno.)
- Sizigias.
- Eclipses lunares.
- Eclipses solares.
- Latitud de los planetas.
- Ecuación del amanecer
- La luna creciente.
- Conjunciones de los planetas entre sí.
- Conjunciones de los planetas con las estrellas fijas.
- Los caminos del Sol y la Luna.

La segunda parte contiene trece capítulos sobre la esfera. Cubre temas como:
- Elogio del estudio de la esfera.
- Naturaleza de la esfera.
- Cosmografía y geografía.
- Movimiento medio planetario.
- Modelo epicicloidal excéntrico de los planetas.
- La esfera armilar.
- Trigonometría esférica.
- Cálculos de elipse. [cita requerida]
- Primeras visibilidades de los planetas.
- Calculando la media luna lunar.
- Instrumentos astronómicos.
- Las estaciones.
- Problemas de cálculos astronómicos.

## Ingeniería
La primera referencia a una máquina de movimiento perpetuo se remonta a 1150, cuando Bhāskara II describió una rueda que, según él, funcionaría para siempre.
Bhāskara II utilizó un dispositivo de medición conocido como Yaṣṭi-yantra. Este dispositivo podría variar desde un simple palo hasta bastones en forma de V diseñados específicamente para determinar ángulos con la ayuda de una escala calibrada.

## Legado
Varios institutos y universidades de la India llevan su nombre, incluidos Bhaskaracharya Pratishthana en Pune, Bhaskaracharya College of Applied Sciences en Delhi, Bhaskaracharya Institute for Space Applications and Geo-Informatics en Gandhinagar.
El 20 de noviembre de 1981, la Organización de Investigación Espacial de la India (ISRO) lanzó el satélite Bhaskara II en honor al matemático y astrónomo.
Invis Multimedia lanzó Bhaskaracharya, un corto documental indio sobre el matemático en 2015.